# Lewski (miasto)
Lewski (bułg. Левски) – miasto w Bułgarii; 11 tys. mieszkańców (2006). Jest ośrodkiem administracyjnym gminy Lewski.